# Шмагун, Олеся Валентиновна
Оле́ся Валенти́новна Шмагу́н (род. 21 августа 1987, Москва, РСФСР, СССР) — российская журналистка и медиаменеджер. Соосновательница и редактор издания «Важные истории» (2020—2021). Сотрудница Центра по изучению коррупции и организованной преступности (OCCRP) (2015—2022). Четырёхкратная лауреатка ежемесячной журналистской премии «Редколлегия». Лауреат Пулитцеровской премии в составе группы из 300 журналистов. Кандидат филологических наук.

## Биография
Родилась 21 августа 1987 года в Москве. Окончила факультет журналистики МГУ им. М. В. Ломоносова в 2012 году, после чего там же продолжила обучение в аспирантуре. В 2017 году стала кандидатом филологических наук, защитив диссертацию на тему «„Малая“ газета „Петроградский листок“ в период между двумя революциями 1917 года».
Журналистикой начала заниматься во время учёбы в университете, работая корреспондентом на «Авторадио» в отделе новостей. Впоследствии с июля 2009 года по март 2010 года работала в отделе политики печатного издания «Газета». После закрытия печатной версии перешла в интернет-газету «Взгляд», далее в январе—августе 2011 года сотрудничала с «Независимой газетой», а затем с декабря 2011 по март 2012 года создавала материалы для «Маркер» (приложения к газете «Известия»).
С февраля 2012 года по декабрь 2014 года работала в издании «The Village». В 2013—2014 годах занималась развитием московских библиотек в рамках Московского городского библиотечного центра (МГБЦ). В июле-октябре 2014 года была шеф-редактором онлайн-издания «Apparat», рассказывающего о технологиях в современном обществе.
С лета 2015 года по 2022 год работала в составе коллектива исследователей и журналистов-расследователей Центра по исследованию коррупции и организованной преступности (OCCRP). Сотрудничала с отделом расследований «Новой газеты».
В 2020 Шмагун стала соосновательницей издания «Важные истории» и работала в нём редактором до 2021 года.
В 2023 году окончила Школу общественных и международных отношений имени Вудро Вильсона при Принстонском университете, получив степень магистра в области государственной политики.
С 2023 года является научным сотрудником американского аналитического центра «New America»(en), где занимается OSINT-исследованиями в области военных преступлений и преступлений против человечности.
С мая 2024 года — журналист и редактор отдела расследований издания «Новая газета Европа».
20 августа 2021 года Минюст РФ внёс Шмагун в реестр СМИ — «иностранных агентов»; одновременно были внесены юридическое лицо Istories fonds, зарегистрированное в Латвии и издающее «Важные истории», и пятеро журналистов издания.

## Личная жизнь
Муж — Владимир Цыбульский, журналист, соведущий подкаста «Сперва роди».

## Награды
В апреле 2017 года в составе Международного консорциума журналистов-расследователей вместе с 300 другими журналистами получила Пулитцеровскую премию в номинации по объяснительной журналистике за расследование по «панамскому архиву». Их материал про друга Путина Сергея Ролдугина вышел в «Новой газете».
В 2021 году вместе с Романом Аниным и ещё шестерыми журналистами «Важных историй» получила премию Европейской прессы в области журналистских расследований за расследование о предполагаемой дочери Путина Катерине Тихоновой и её муже, бизнесмене Кирилле Шамалове.
Является четырёхкратной лауреаткой ежемесячной журналистской премии «Редколлегия»:
- в апреле 2017 года за статью «Адвокат Павлов, „товарищ и партнер“» в «Новой газете»;
- в феврале 2018 года вместе с Романом Аниным за статью «Сынки отечества» в «Новой газете» о непотизме в российской армии;
- в марте 2019 года вместе с Алисой Кустиковой, Ириной Долининой и Алесей Мароховской за статью «Кошелек российской элиты. Как устроена офшорная империя „Тройки Диалог“» в «Медузе»;
- в июле 2020 года за статью «Как российские чиновники приватизировали старейшую международную организацию в Женеве» в «Важных историях».